# اقتصاد کامبوج
اقتصاد کامبوج از نظام اقتصاد بازار (اقتصاد بازار) پیروی می‌کند و رشد سریعی را طی ده اخیر تجربه کرده است. تولید ناخالص ملی کامبوج در سال ۲۰۱۵ برابر با ۱۸/۰۵ میلیارد دلار بود. با وجود این رشد، درآمد سرانه در این کشور آسیایی کمتر از اکثر کشورهای همسابه است. اقتصاد کامبوج بر محور دو صنعت اصلی یعنی نساجی و گردشگری می‌چرخد و البته فعالیت‌های کشاورزی همچنان اصلی‌ترین اصلی‌ترین منبع درآمد برای بسیاری از کامبوجی‌های روستایی به شمار می‌رود. بخش خدمات در این کشور بیشتر به فعالیت‌های مرتبط با دادوستد و نیز تهیه غذا اختصاص دارد. همچنین مدتی است این کشور به منابع نفت و گاز طبیعی هم دست یافته است. 
کامبوج در سال ۱۹۹۵ از تولید ناخالص ملی به ارزش ۲/۹۲ میلیارد دلار برخوردار بود. اما دولت این کشور از این سال، نظام اقتصادی کشور را از اقتصاد دستوری به نظام کنونی اقتصاد مبتنی بر بازار تغییر داد. با این تغییر، رشد اقتصادی کشور به حدود ۷ درصد رسید و در مقابل، تورم نیز از ۲۶ درصد در سال ۱۹۹۴ به ۶ درصد در سال ۱۹۹۵ رسید. با ورود کمک‌های خارجی به کامبوج، واردات افزایش یافت و البته صادرات (به ویژه در حوزه پوشاک تولیدی در کامبوج) هم رشد کرد.با وجود رشد پیوسته اقتصادی در کامبوج، این رشد روی هم رفته فقط ۰/۷۱ درصد از رشد اقتصادی کشورهای عضو آسه‌آن را تشکیل می‌داد. این در حالی است که اندونزی به عنوان کشور همسایه کامبوج، ۳۷/۶۲ درصد از مجموع اقتصاد آسه‌آن را به خود اختصاص داده است. 
اقتصاد کامبوج در بازه ۱۹۹۷-۱۹۹۸، یعنی پس از حدود چهار سال از آغاز تغییرات ساختاری، با افت روبرو شد که دلیل آن نیز بحران اقتصادی منطقه، ناآرامی‌های اجتماعی و نیز مشکلات سیاسی این کشور بود. طی این دوره، کمک‌های خارجی به کامبوج نیز کاهش یافت. خشکسالی در سال ۱۹۹۸ نیز آسیب سختی به اقتصاد این کشور وارد کرد. اما سال ۱۹۹۹ اولین سال ثبات نسبی پس از ۳۰ سال در این کشور بود و رشد اقتصادی نیز دوباره افزایش یافت و به ۴ درصد رسید. 
در حال حاضر، سیاست خارجی کامبوج بر ایجاد مرزهای آرام با همسایگان (نظیر تایلند و ویتنام) و نیز حضور در نظام‌های تجاری منطقه‌ای (آسه‌آن) و نیز بین‌المللی (سازمان تجارت جهانی) استوار است. این اقتصاد نوظهور همچنان نیازهایی اساسی دارد که برای نمونه می‌توان به کمبود نیرو کار متخصص به ویژه در مناطق فقیرنشین روستایی اشاره کرد که با کمبود زیرساخت‌های اولیه روبرو هستند. با این وجود، کامبوج به خاطر نیروی کار ارزان‌قیمت، فراوانی نیروی کار، نزدیکی به منابع تامین مواد خام در آسیا و نیز نظام جذاب مالیاتی، همچنان سرمایه‌گذارانی را به خود جلب می‌کند. 